# 오스테나이트

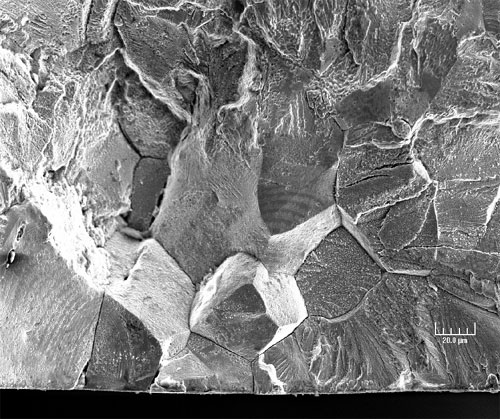

오스테나이트(Austenite)는 철의 동소체 중 하나이다. 영국의 금속공학자 윌리엄 챈들러 로버츠 오스틴(Sir William Chandler Roberts-Austen KCB FRS, 1843-1902)의 이름을 땄다. 면심 입방 격자 구조의 결정을 이룬다.